# Carl von Wedel (Staatsrat)
Graf Carl Anton Wilhelm von Wedel (* 6. Juni 1790 in Magdeburg; † 18. November 1853 in Hannover), studierter Jurist, war 1826 Direktor der Justizkanzlei zu Osnabrück, 1837 Osnabrücker Landdrost, 1847 Kultusminister in Hannover.

## Herkunft
Sein Vater war Graf Erhard Gustav von Wedel (auch: von Wedel-Jarlsberg, * 22. März 1756 auf Evenburg bei Leer; † 8. Februar 1813 in Dresden), königlich preußischer, dann holländischer Generalmajor und zuletzt kaiserlich französischer Général de brigade sowie Brigadekommandant der Grande Armée, Kommandant der Festung Thorn und Gouverneur in Łomża. Seine Mutter war Johanna Christine Wilhelmine von Goetz (* 25. August 1772; † 2. September 1840), eine Tochter des Obersten Johann Friedrich von Goetz und der Katharina Wilhelmine Luise von Stilcke.

## Leben
Nach dem Besuch der Garnisonsschule in Magdeburg und des Pädagogiums in Halle studierte Wedel ab 1809 Jura in Göttingen, 1809 bezog er die Universität Utrecht. 1811 erfolgte die Ernennung zum Auditeur au Conseil d’état zu Amsterdam durch den holländischen König Louis. Nach Auflösung dieses Staatsrates wurde Wedel von Napoleon als Sondergesandter dem in Hamburg aufgestellten französischen 30. Jägerregiment zu Pferde (Chasseurs-lanciers, kurz darauf umbenannt in 9e régiment de chevau-légers lanciers) zugewiesen, das Ende Februar 1812 mit der Grande Armée nach Russland zog und mit dem Wedel unter Joachim Murats Befehl an den großen Schlachten der Hauptarmee teilnahm. Nach dem Brand von Moskau geriet er dann auf dem Rückzug in November 1812 bei Orscha in russische Gefangenschaft, aus der er erst im Juni 1814 nach Ostfriesland zurückkehrte. Im Mai 1815 meldete er sich bei dem Husarenregiment „Fürst Blücher von Wahlstatt“, (Pommersches) Nr. 5 und nahm, diesmal auf preußischer Seite kämpfend, an den Schlachten von Ligny, Waterloo und Namur teil.
1816 nahm Wedel noch einmal juristische Studien in Göttingen auf, bis er 1817 schließlich als Amtsassessor in Emden in den königlich hannoverschen Staatsdienst eintrat. Am 4. Dezember 1819 erfolgte die Anstellung als Justizrat bei der Justizkanzlei zu Aurich, am 23. Juni 1824 trat er als Domänenrat in die königliche Domänenkammer zu Hannover ein. Am 30. Juli 1826 wurde er zum Direktor der Justizkanzlei zu Osnabrück befördert und am 9. Dezember 1837 schließlich als Nachfolger von Herbord Sigismund Ludwig von Bar zum Landdrosten der Landdrostei Osnabrück ernannt. 1846 verließ Wedel Osnabrück und wurde zum Direktor der Justizkanzlei Hannover bestellt. Schließlich wurde Wedel am 5. Juni 1847 zum Vorstand des Ministeriums der geistlichen und Unterrichtssachen sowie der Lehnssachen berufen. 1848 erfolgte noch die Ernennung zum Kurator der Universität Göttingen. Wedel war von 1831 bis 1837 Mitglied des Geheimen Ratskollegiums, von 1839 bis 1845 außerordentliches Mitglied des hannoverschen Staatsrats, und von 1846 bis 1848 ordentliches Mitglied des Staatsrats. Nach der Entlassung des Ministeriums am 22. März 1848 infolge der Märzrevolution schied Wedel aus dem Staatsdienst aus.

## Familie
Graf Carl von Wedel heiratete in erster Ehe
⚭ 15. Juli 1827 in Osnabrück Freiin Caroline von dem Bussche-Hünnefeld (* 10. Mai 1805 im Haus Steinhausen bei Halle (Westf.); † 30. Juni 1828 in Osnabrück), Tochter von Clamor Graf von dem Bussche-Hünnefeld (1767–1822), Kurhannoverscher Kammherr, Königlich Westfälischer Gesandter in St. Petersburg, Königlich Westfälischer Grafenstand ⚭ 3. Juni 1803 mit Mauritia von Dalwigk (1775–1805).
Kind: Carl August Erhard (* 28. Mai 1828 in Osnabrück. † 4. Juni 1885 in Hannover), hannoverscher Major und Flügeladjutant des Königs: ⚭ 1867 mit Luise v. Eschwege, (* 1847).
Nach ihrem Tod heiratete er ihre Zwillingsschwester
⚭ 30. Juli 1830 in Frankfurt am Main Freiin Wilhelmine von dem Bussche-Hünnefeld (* 10. Mai 1805 im Haus Steinhausen; † 21. Juni 1892 in Weimar), Staatsdame der Königin von Hannover
Kinder:
- Friedrich Wilhelm August Alfred (* 8. Mai 1833 in Osnabrück; † 23. Juni 1890 in Heidelberg), Schloßhauptmann in Hannover.
- Ludwig Georg Ernst Oscar (* 29. Oktober 1835 in Osnabrück; † 15. Januar 1908 in Weimar), ab 1860 Kammerherr, später Oberschloßhauptmann, zuletzt Oberhofmarschall beim Großherzog von Sachsen-Weimar.
- Ernst August, (* 5. Juni 1838 in Osnabrück; † 25. November 1913 in Weimar), Oberstallmeister beim Großherzog von Sachsen-Weimar, 1891–1905 Oberstallmeister von Kaiser Wilhelm II. am Hof in Berlin, 1905 Ernennung zum Obertruchsess.

## Orden
- 1840 Kommandeurkreuz des Guelphenordens[4]

## Schriften
- Graf Ernst von Wedel [sein Sohn] (Hrsg.), Geschichte eines Offiziers im Kriege gegen Russland 1812, in russischer Gefangenschaft 1813 bis 1814, im Feldzuge gegen Napoleon 1815, Lebenserinnerungen von Carl Anton Wilhelm, Grafen von Wedel. A. Asher: Berlin 1897. Google-Books
- K. A. W. von Wedel, Geschichte der Grafen von Wedel zu Gödens und Evensburg in Ostfriesland. Hannover 1850 (als Manuskript gedruckt).